# Aphrodite Urania

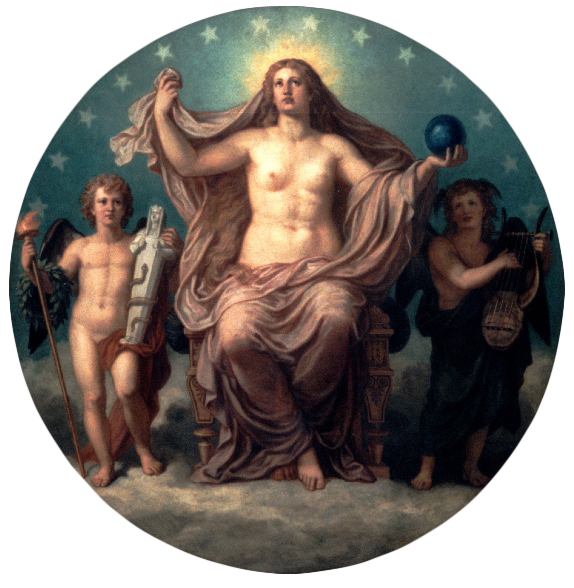
Venus Urania (Christian Griepenkerl, 1878)

Aphrodite Urania (altgriechisch Ἀφροδίτη Οὐρανία Aphrodítē Ouranía, latinisiert Venus Urania), die himmlische Aphrodite, ist eine Erscheinungsform der griechischen Göttin Aphrodite, die wahrscheinlich auf levantinische Vorbilder zurückgeht.
Der Philosoph Platon lässt sie im 8. und 9. Kapitel seines Symposions durch Pausanias so beschreiben:

„Die eine ist die ältere und mutterlose, die Tochter des Uranos, die wir dann auch die himmlische nennen, die jüngere aber ist die Tochter des Zeus und der Dione, die wir die Allerweltsgöttin (die gemeine) nennen. (…) Der Eros der gemeinen Aphrodite ist also auch in Wahrheit gemein und bewirkt, was sich eben trifft. (…) Der andere dagegen stammt von der himmlischen Göttin, die erstens nicht teilhat am Weiblichen, sondern allein am Männlichen - und von ihr stammt dann auch die Knabenliebe -, und die ferner die ältere ist und von jeder Zügellosigkeit frei. Daher wenden sich dann die von diesem Eros Angehauchten dem Männlichen zu, weil sie lieben, was von Natur aus stärker und vernünftiger ist.“

Die gemeine Liebe sei nicht zu loben, die nämlich, die sich auch dem anderen Geschlecht zuwendet und rein körperlich orientiert ist. Der himmlische Eros hingegen ist homosexuell, verlangt nach dem Körperlichen um der Seele willen und zielt auf Dauer.

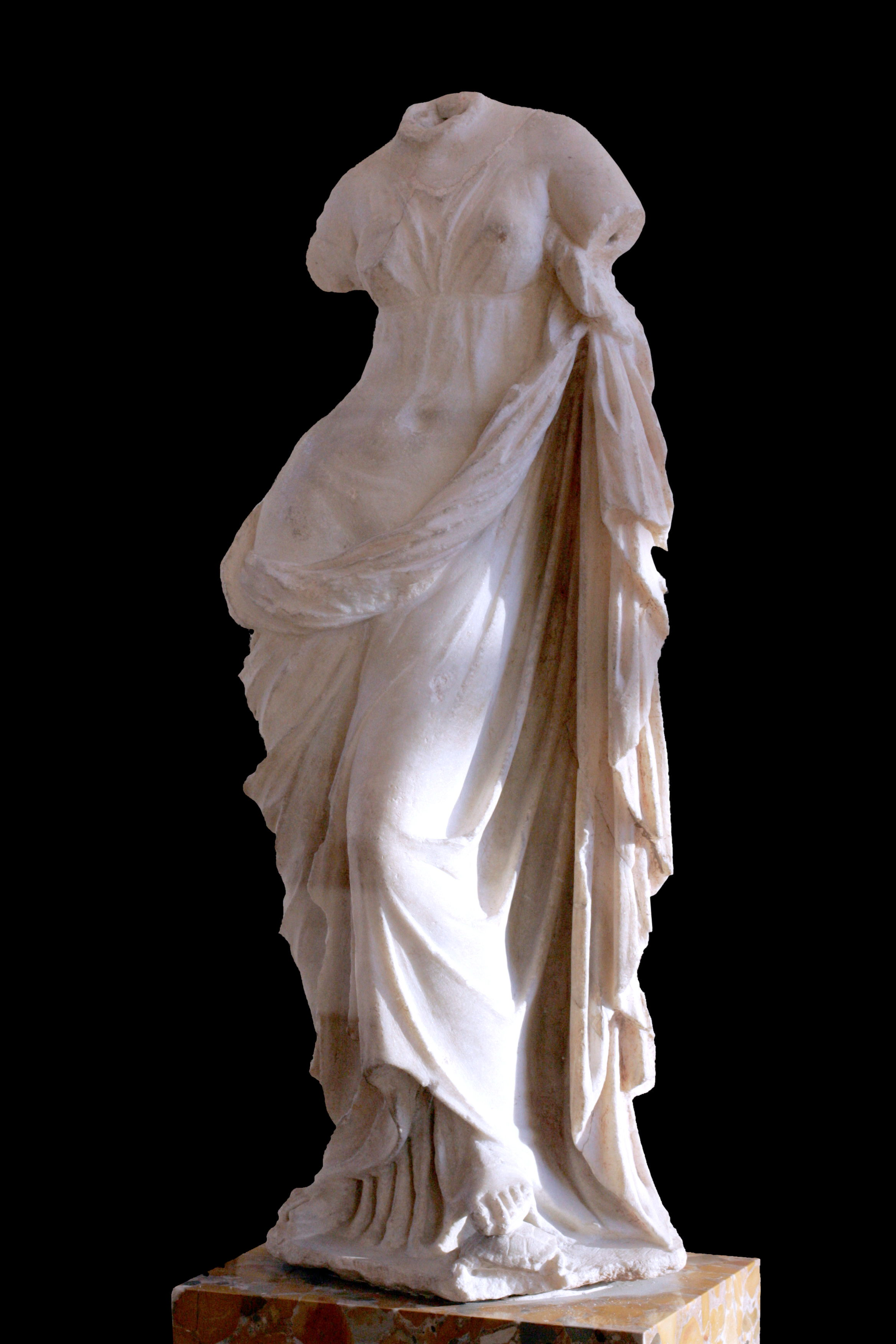
Aphrodite Urania, mit einem Fuss auf einer Schildkröte

Der Reiseschriftsteller und Geograph Pausanias Periegetes beschreibt sie als Tochter des Uranos und des Pontos und erwähnt ihre Verehrung in Athen. Gemäß ihm waren die Assyrer die ersten Verehrer von Aphrodite Urania, nach ihnen die Bewohner von Paphos und die Phönizier von Askalon in Palästina, welche den Kult den Bewohnern der Insel Kythera lehrten.
Herodot erwähnt einen Tempel der Aphrodite Urania (Derketo) in Askalon, den er als den ältesten Tempel dieser Gottheit überhaupt ansieht. Phönizier aus Askalon hätten dann die berühmten Aphrodite-Tempel auf Zypern und auf Kythera gegründet.

## Ikonografie
Aphrodite Urania wurde in der griechischen Kunst auf oder mit einem Schwan, einer Schildkröte oder einem Globus dargestellt.

## Darstellungen in den Künsten
Friedrich Wilhelm Basilius von Ramdohr legte 1798 mit seiner dreibändigen Schrift Venus Urania eine umfassende Abhandlung über Freundschaft und Freundesliebe vor.
Franz Schubert komponierte 1817 eine Ballade (D 554) auf Johann Mayrhofers Gedicht Uraniens Flucht.
Auch Mayrhofers Gedicht Der Eintracht dreht sich um „des Himmels schöne Tochter“ und um die „Uraniden“.
In einem kleinen Aquarell von Moritz von Schwind aus dem Jahr 1835 (die Skizze für eine Arabeske im damals geplanten Schubert-Zimmer) tanzt ein androgynes Paar um eine Statue der Aphrodite Urania.